# Dean Heller
Pour les articles homonymes, voir Heller.
Dean Heller, né le 10 mai 1960 à Castro Valley (Californie), est un homme politique américain, membre du Parti républicain et sénateur du Nevada au Congrès des États-Unis de 2011 à 2019.
Il est élu à l'Assemblée du Nevada de 1990 à 1994, puis assume la fonction de secrétaire d'État du Nevada de 1995 à 2007. Siégeant à la Chambre des représentants des États-Unis de 2007 à 2011 pour le 2e district congressionnel du Nevada, il est à cette date nommé au Sénat des États-Unis par Brian Sandoval, gouverneur du Nevada, à la suite de la démission de John Ensign. Élu de plein titre lors des élections de 2012, il est battu lors des élections de 2018 par Jacky Rosen, candidate du Parti démocrate.

## Études et carrière professionnelle
Dean Heller naît à Castro Valley, en Californie. Il est le fils du conducteur de stock-cars Jack « Blackjack » Heller et a cinq frères et sœurs. À l'âge de neuf mois, il emménage à Carson City, dans le Nevada. Il est diplômé du lycée de Carson City. Il obtient, en 1985, un baccalauréat en administration des affaires de l'université de Californie du Sud, à Los Angeles, se spécialisant dans la finance et l'analyse des valeurs mobilières. À l'université, il rencontre son épouse, Lynne.
Dean Heller est un des membres fondateurs du Club des garçons et filles du Nevada occidental et de la Western Nevada Community College Foundation. Il est membre du conseil consultatif du programme Nevada's Foster Grandparent.
Dean Heller est membre de l'Église de Jésus-Christ des saints des derniers jours. Avant d'entrer en politique, Dean Heller a travaillé comme courtier institutionnel et comme courtier/négociant à la Bourse du Pacifique.
En 1986, il se marie et son épouse Lynne et lui ont quatre enfants, Hilary, Harris (né en 1989), Drew (née 1990) et Emmy (née en 1995). Leur fille Hilary est mariée à Edward Ableser.
En 1996, Dean Heller est, à Carnegie Hall, le narrateur de la Sierra Nevada Master Chorale Singing Troop. Il participe également à des courses de stock-cars et de camionnettes.

## Carrière politique
Dean Heller, adhérent du Parti républicain, commence sa carrière politique en 1972, en apportant les journaux au gouverneur Mike O'Callaghan. Il est, ensuite, trésorier en chef adjoint de l'État.

### Assemblée du Nevada
Dean Heller est membre de l'Assemblée du Nevada durant deux mandats, de 1990 à 1994. Il y représente la capitale de l'État, Carson City. Durant ses mandats, Heller présente un projet de réforme des pensions de retraite de l'État.

### Secrétaire d'État du Nevada
Dean Heller est élu secrétaire d'État du Nevada en 1994, succédant à Cheryl Lau, et est réélu en 1998 et 2002. Il occupe cette fonction jusqu'en 2007, date à laquelle il est élu à la Chambre des représentants des États-Unis. Il est alors remplacé par Ross Miller.
Le secrétaire d'État du Nevada est le troisième élu de l'État, par ordre de préséance. Il est le responsable de l'organisation des élections dans l'État. Son service comprend la division des élections, la division des enregistrements commerciaux, la division des fraudes sur les valeurs mobilières et la division notariale. Le secrétaire est aussi un membre ex-officio du Conseil du Nevada des examinateurs (qui comprend le gouverneur et le procureur général), du Conseil des prisons d'État et de l'Agence de planification régionale de Tahoe.

#### Vérification des votes lors des élections
En tant que secrétaire d'État, Dean Heller met en œuvre une trace papier vérifiable pour les machines à voter électroniques. Il s'adresse à l'Autorité de contrôle des jeux du Nevada, qui a des connaissances dans le contrôle des dispositifs électroniques de jeux. L'État acquiert un dispositif à écran tactile de Sequoia Voting Systems, AVC Edge, mais fait installer une sorte papier vérifiable par le votant, VeriVote Printer. Le Nevada est le seul État américain a utiliséer ce dispositif lors des élections nationales de 2004. Le système fait la preuve de son efficacité lors des élections présidentielles, qui voient la victoire de George W. Bush sur John Kerry. Néanmoins, lors de ce scrutin, 51 % des suffrages sont encore exprimés sur les anciennes machines à voter Sequoia, qui se contentent de totaliser les voix, sans que celles-ci puissent être vérifiées.

### Élu à la Chambre des représentants des États-Unis

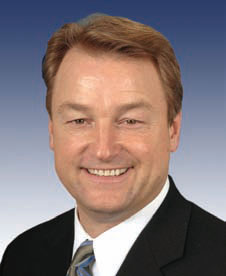
Dean Heller, Congrès des États-Unis.

#### Élections 2006 dans le2edistrictcongressionnel du Nevada

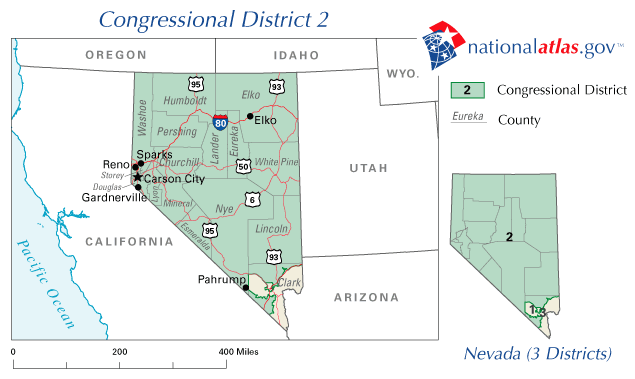
Carte du 2e district congressionnel du Nevada.

En 2005, Dean Heller annonce sa candidature au siège de représentant au Congrès. L'élection 2006, au 110e Congrès des États-Unis, dans le 2e district congressionnel du Nevada a lieu le 7 novembre 2006. Il s'agit d'élire un représentant au Congrès pour le deuxième district du Nevada, qui couvre l'ensemble du Nevada, à l'exception d'une partie du comté de Clark. Le siège est vacant parce que le sortant, le républicain Jim Gibbons, s'est présenté, avec succès, au poste de gouverneur, après avoir passé dix ans au Congrès. Ce district est représenté au Congrès par un Républicain depuis sa création.
L'élection primaire républicaine, âprement disputée, est remportée, le 15 août 2006, par Dean Heller. La candidate démocrate, Jill Derby, régente du Système d'enseignement supérieur du Nevada, n'a pas de concurrent lors des primaires.

Fin août 2006, CQPolitics.com analyse la compétition : 

« Bien que le 2e district penche généralement du côté républicain, la position concurrentielle de Derby à l'élection générale était déjà renforcée par le fait qu'elle n'avait pas d'opposant lors de la primaire démocrate du 15 août alors que les Républicains ont organisé une bataille meurtrière entre trois candidats bien connus,. »

Les représentants sont élus pour deux ans, l'élu commence son mandat dans le 110e congrès des États-Unis le 3 janvier 2007 et le termine le 3 janvier 2009.

##### Élections primaires

###### Parti démocrate
Jill Derby est la seule candidate à l'investiture démocrate.

###### Parti républicain
- Campagne

Du côté républicain, la course à l'investiture « farouchement disputée et souvent meurtrière, » oppose cinq candidats. Les deux principaux, à côté de Dean Heller, sont Sharron Angle, membre de l'Assemblée du Nevada, et Dawn Gibbons, ancienne élue de l'Assemblée de l'État et épouse du sortant. Le Club pour la croissance verse plus de 700 000 euros (1 million de dollars) pour soutenir la candidature de Sharron Angle et publie des annonces attaquant à la fois Dean Heller et Dawn Gibbons, accusés d'être des « libéraux » et favorable à des augmentations d'impôts : 

« Dean Heller, c'est plus de dépense et des impôts plus élevés pour votre famille,. »

- Résultats

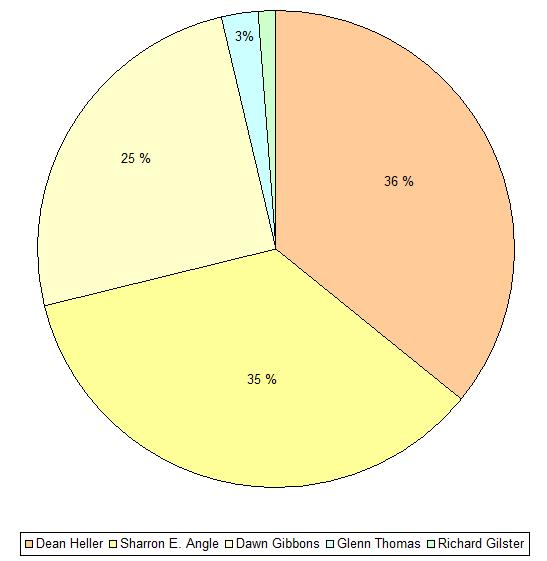
Résultats des primaires républicaines, pour la désignation du candidat du 2e district du Nevada, lors des élections de 2006 à la Chambre des représentants des États-Unis.

Le 15 août 2006, Dean Heller remporte de justesse, avec moins de 1 % d'avance, les primaires républicaines pour le siège laissé vacant par Jim Gibbons. Il devance Sharron Angle et Dawn Gibbons, qui prend la troisième place. Les résultats officiels des primaires républicaines sont les suivants :
| Candidat         | Suffrages | %       |
| ---------------- | --------- | ------- |
| Dean Heller      | 24 770    | 35,90 % |
| Sharron E. Angle | 24 349    | 35,29 % |
| Dawn Gibbons     | 17 317    | 25,10 % |
| Glenn Thomas     | 1 835     | 2,66 %  |
| Richard Gilster  | 721       | 1,05 %  |

- Contestation des résultats

Après la primaire, Sharron Angle refuse d'admettre sa défaite, arguant d'irrégularités de vote qui ont désavantagé de nombreux électeurs dans sa base électorale du comté de Washoe, dans lequel est situé Reno. Ce comté est, dans le district, de loin le plus peuplé et le plus aisé, du point de vue économique. Plutôt que de demander un recompte des bulletins, ce qui constitue la procédure normale pour les candidats qui contestent les résultats d'une élection, Sharron Angle exige l'annulation de toute la primaire et la tenue d'un nouveau scrutin. CQPolitics.com note : 

« Certains ont accusé la décision d'Angle de demander une primaire spéciale d'être basée sur des raisons économiques : si elle avait demandé le recompte, Angle aurait été responsable du coût de l'opération à moins que les résultats ne justifient sa demande. Ce n'est pas le cas si les tribunaux ordonnaient une annulation de la primaire,. »

Exacerbant la désunion du Parti républicain au Nevada, son président, Paul Adams, annonce son soutien au recours de Sharron Angle devant les tribunaux. Lors de l'audience du tribunal d'État du 1er septembre 2006, le juge de district Bill Maddox rejette la demande de Sharron Angle, au motif que la juridiction de l'État n'a pas compétence en matière d'élections au Congrès. Selon Maddox, seulle la Chambre des représentants des États-Unis a autorité pour ordonner la tenue de nouvelles élections. Après ce verdict, Sharron Angle abandonne la bataille.

##### Élections générales

###### Campagne
L'aspect démobilisant de la primaire fratricide au sein du Parti républicain se reflète dans les fonds déclarés par les candidats à la Commission électorale fédérale, avant la tenue des primaires. Alors que Jill Derby, du côté démocrate, annonce, le 26 juillet 2006, 519 000 euros (748 000 dollars) de promesses de dons et 308 000 euros (444 000 dollars) réellement reçus, Heller, malgré des promesses de dons de 627 000 euros (904 000 dollars), n'avait touché, à vingt jours des primaires, que 180 000 euros (260 000 dollars), dont 75 000 euros (108 000 dollars) provenant de ses propres fonds.

###### Sondages et évaluations

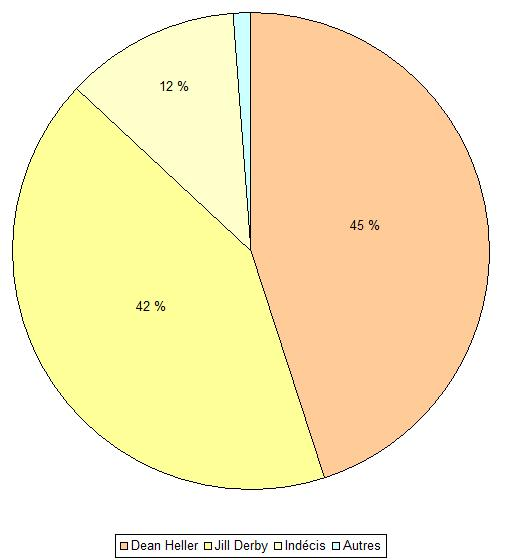
Élections à la Chambre des représentants des États-Unis. Sondage du 26 septembre 2006.

Le Las Vegas Sun, citant le politologue Eric Herzik, de l'Université du Nevada à Reno, note que les affrontements internes au Parti républicain donnent au Parti démocrate une chance dans ce district penchant traditionnellement du côté républicain. Selon lui : 

« Jill Derby faisait déjà tout correctement, puis elle reçoit ce cadeau. Comment transformer un district sûr en un district incertain ? Battez-vous entre vous. Les Républicains l'ont emporté ici parce qu'ils sont restés unis et ils continuent de le faire. Maintenant, vous avez des querelles partisanes, et la direction d'Adams y contribue et en est complice - durant une année déjà mauvaise pour les républicains,. »

Avant la candidature de Jill Derby, les démocrates n'avaient sérieusement menacé le siège qu'en 1992.
Au début de septembre 2006, CQPolitics.com indique, pour ce scrutin : « avantage aux Républicains, ». Au début d'octobre, CQPolitics.com le juge « favorable aux Républicains ».
Un sondage Mason-Dixon donne à Heller un léger avantage, mais de l'ordre de l'incertitude, le plaçant en tête avec 45 %, contre 42 % à Jill Derby.
| Source                   | Date              | Jill Derby (D) | Dean Heller (R) | Autres | Indécis |
| ------------------------ | ----------------- | -------------- | --------------- | ------ | ------- |
| Las Vegas Review Journal | 25 septembre 2006 | 42 %           | 45 %            | 1 %    | 12 %    |

##### Résultats
Lors des élections générales de novembre 2006, Dean Heller l'emporte, avec une avance de 5 %, sur la candidate démocrate Jill Derby, régente de l'Université du Nevada. Il est devancé dans le comté de Washoe, dont le siège est Reno, et qui est, de loin, le plus peuplé du district, avec 70 % des électeurs. Mais il l'emporte, dans la majorité des zones rurales et la partie du comté de Clark rattachée au 2e district, obtenant le double, ou plus, de suffrages que sa concurrente. Cela lui permet de l'emporter avec une avance de 12 600 voix. Il a certainement bénéficié du succès écrasant de Jim Gibbons pour l'élection au poste de gouverneur. Celui-ci est, en effet, très majoritaire dans le 2e district. Dean Heller entre à la Chambre des représentants le 3 janvier 2007.

##### Autres candidats
Il y a trois autres candidats en lice, n'appartenant pas aux deux partis principaux :
- James Krochus, Parti indépendant américain ;
- Scott Babb, libertarien ;
- Daniel Rosen, indépendant.

#### Élections 2008 à la Chambre des représentants des États-Unis, dans le2edistrictdu Nevada

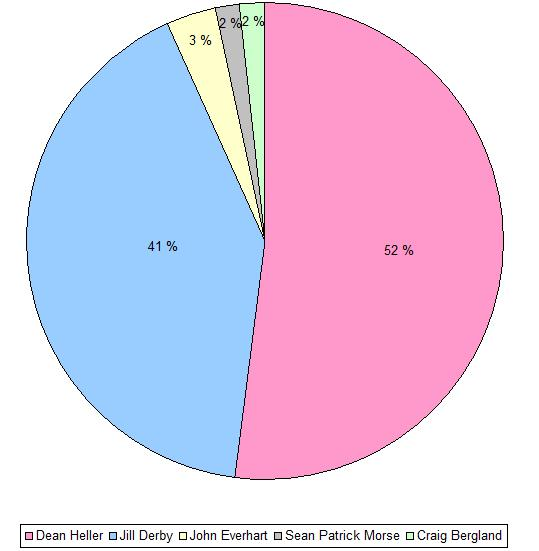
Résultats des élections 2008.

Dean Heller, candidat du Parti républicain, bat à nouveau Jill Derby, de Gardnerville, qui est la présidente du Parti démocrate au Nevada. Cette fois-ci, il l'emporte avec une avance de 10,4 %, contre 5 % deux ans plus tôt.
| Candidat              | Parti                       | Suffrages | Pourcentage des votants (%) |
| --------------------- | --------------------------- | --------- | --------------------------- |
| Dean Heller (sortant) | Parti républicain           | 170 771   | 51,82                       |
| Jill Derby            | Parti démocrate             | 136 548   | 41,44                       |
| John Everhart         | Parti indépendant américain | 11 179    | 3,39                        |
| Sean Patrick Morse    | Libertarien                 | 5 740     | 1,74                        |
| Craig Bergland        | Vert                        | 5 282     | 1,60                        |
| Total                 |                             | 329 520   |                             |

La plus importante contribution au financement de sa campagne provient des employés du MGM Mirage, qui versent 21 000 € (29 900 $).

#### Élections 2010 à la Chambre des représentants des États-Unis, dans le2edistrictdu Nevada

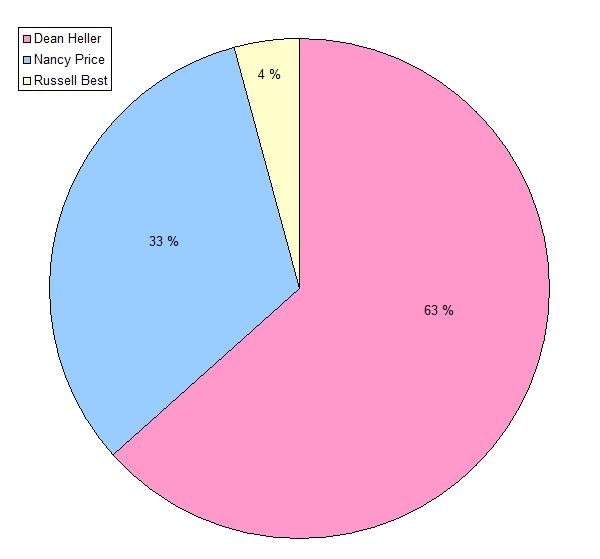
Résultats des élections 2010.

En 2009, Heller est pressenti comme candidat au poste de gouverneur, face au sortant républicain Jim Gibbons, en difficulté. En 2010, son nom est avancé comme candidat au Sénat des États-Unis, face au démocrate Harry Reid (ce dernier sera réélu face à Sharron Angle). Dans les deux cas, Heller décline la proposition et préfère se représenter à la Chambre des représentants des États-Unis. Il y représente le 2e district du Nevada de 2007 à 2011.
En 2010, Jill Derby, son opposante démocrate des deux précédentes élections, décide de ne pas se présenter une troisième fois. Le Parti démocrate nomme alors, comme candidate, Nancy Price, elle aussi ancienne régente du Système d'enseignement supérieur du Nevada. Le Las Vegas Review-Journal apporte son soutien à la candidature de Dean Heller, louant ses « principes fondamentaux » et critiquant Nancy Price pour ses citations « brillantes » de Bernie Sanders, un sénateur des États-Unis ouvertement socialiste. Le jour des élections, en novembre 2010, Heller l'emporte avec une nette avance.
| Candidat              | Parti                 | Suffrages | Pourcentage des votants (%) |
| --------------------- | --------------------- | --------- | --------------------------- |
| Dean Heller (sortant) | Parti républicain     | 169 458   | 63,30                       |
| Nancy Price           | Parti démocrate       | 87 421    | 32,66                       |
| Russell Best          | Indépendant américain | 10 829    | 4,05                        |
| Total                 |                       | 267 708   |                             |

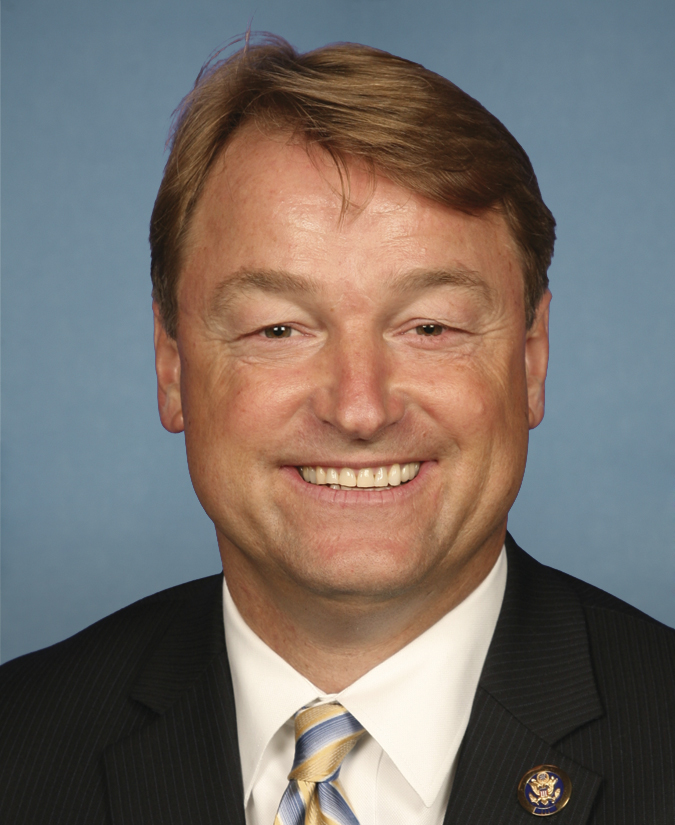
Dean Heller, Congrès des États-Unis.

Durant son mandat de représentant au cours du 112e Congrès des États-Unis, Dean Heller participe à 89 % des 298 votes.

#### Comités de la Chambre des représentants
| 110e Congrès | 111e Congrès                                                      |
| --- | ----------------------------------------------------------------- |
| Comité sur l'éducation et le travail - sous-comité sur la petite enfance et l'éducation primaire et secondaire                                                                                             | Comité sur les objectifs et les moyens (Ways and Means Committee) |
| Comité sur les ressources naturelles - sous-comité sur l'énergie et les ressources minérales - sous-comité sur les parcs nationaux forestiers et les terres publiques - sous-comité sur l'eau et l'énergie |                                                                   |
| Comité sur la petite entreprise - sous-comité sur l'entrepreneuriat rural et urbain - sous-comité sur la finance et les impôts                                                                             |                                                                   |

#### Activité à la Chambre des représentants
Durant ses trois mandats, Dean Heller a participé à 97 % des 3 886 scrutins qui ont eu lieu. Il est à l'origine de 57 propositions de loi, dont 47 sont mises au voix. Aucun d'entre eux n'est adopté. Il est cosignataire de 375 autres projets de loi.

### Sénat américain

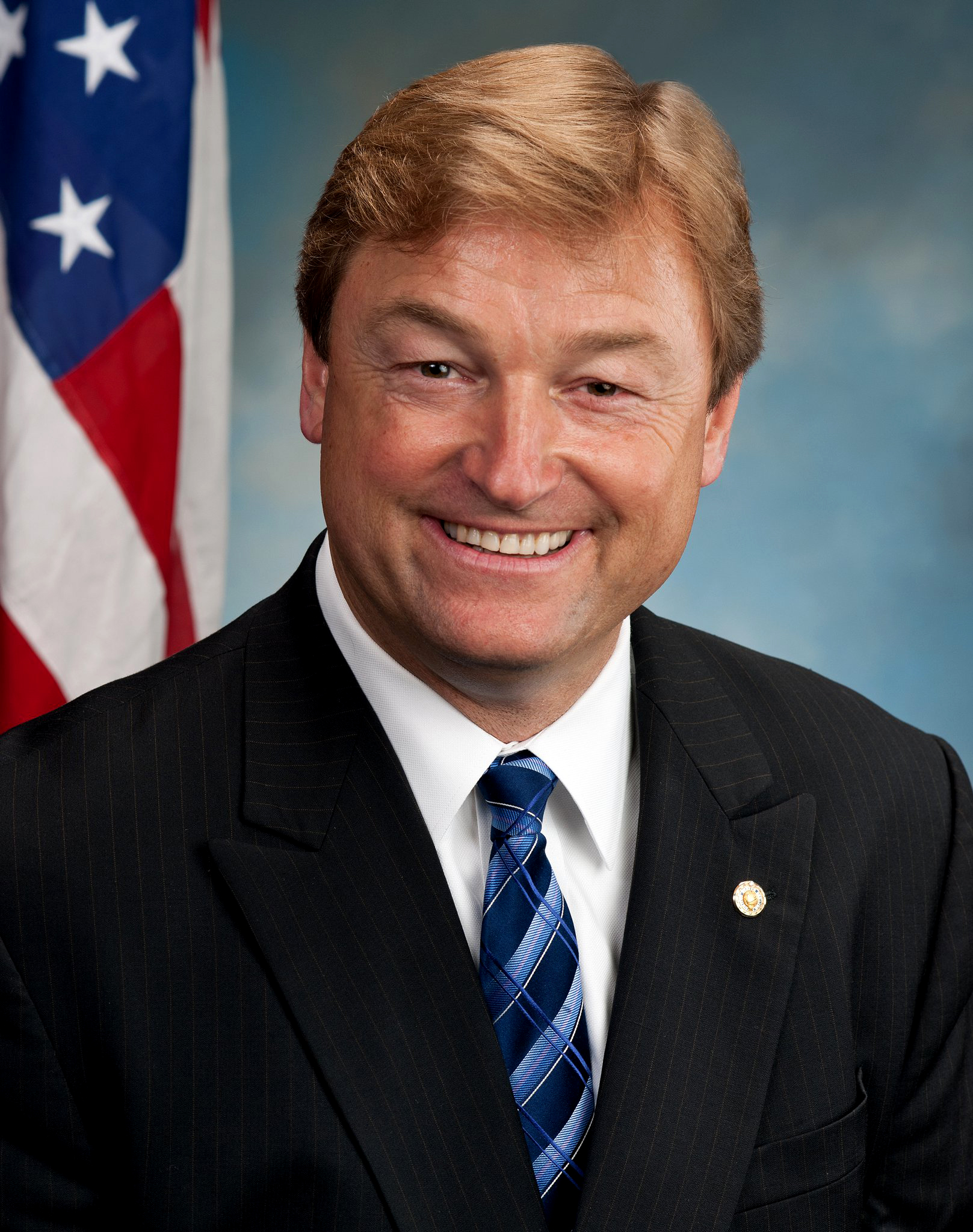
Dean Heller en 2011.

À la suite de la démission, le 3 mai 2011, du sénateur républicain John Ensign, mis en cause dans un scandale sexuel, Dean Heller est nommé sénateur des États-Unis, représentant le Nevada, par le gouverneur du Nevada, Brian Sandoval. Il entre en fonction le 9 mai 2011, après avoir démissionné de la Chambre des représentants. Son successeur à la Chambre des représentants doit être élu en septembre 2011, lors de la première élection spéciale de l'histoire du Nevada. Heller est le sénateur de la classe 1, Harry Reid étant celui de la classe 3. Il arrive en 100e et dernière position dans l'ordre de séniorité au Sénat des États-Unis. Son mandat se termine le 3 janvier 2013.

#### Comités sénatoriaux
| Comité spécial sur le vieillissement - sous-comité sur la petite enfance et l'éducation primaire et secondaire |
| Comité sur le commerce, la science et les transports - sous-comité sur les opérations aériennes et la sécurité - sous-comité sur la compétitivité, l'innovation et la promotion des exportations - sous-comité sur les communications, la technologie et l'Internet - sous-comité sur la protection du consommateur, la sécurité des produits et les assurances - sous-comité sur les océans, l'atmosphère, les pêcheries et les garde-côtes - sous-comité sur la science et l'espace - sous-comité sur les infrastructures et la sécurité des transports de surface et de la marine marchande |
| Comité sur l'énergie et les ressources naturelles - sous-comité sur les terres publiques et les forêts - sous-comité sur les parcs nationaux - sous-comité sur l'eau et l'énergie |

#### Élections 2012
Lors des élections du 6 novembre 2012, Dean Heller affronte la représentante démocrate Shelley Berkley, en vue de sa réélection au Sénat. Alors que le Nevada vote à la majorité absolue lors de l'élection présidentielle pour le candidat démocrate et président sortant, Barack Obama, Heller remporte l'élection sénatoriale avec près de 46 % des suffrages exprimés, contre 44,7 % pour sa rivale.

#### Élections de 2018
À nouveau candidat pour décrocher un nouveau mandat en 2018, Heller remporte à nouveau l'investiture de son parti malgré la réticence d'une partie de son camp, notamment à cause de ses divergences avec le président républicain en place depuis janvier 2017, Donald Trump. Il affronte la démocrate Jacky Rosen lors de l'élection générale de novembre 2018, mais celle-ci le bat en remportant environ 50 % des voix, contre 45 % pour le républicain.

## Positions politiques
Dean Heller est classé comme suiveur centriste.

### Avortement
En juillet 2006, Dean Heller déclare, au Las Vegas Review-Journal : 

« Je suis mormon et j'enseigne à l'école du dimanche chaque semaine, mais je soutiens le droit d'une femme à choisir l'avortement. C'est la position conservatrice. »

Cependant, depuis son élection au niveau fédéral, il s'est constamment opposé à l'avortement. Il déclare: 

« J'étais probablement plus libertarien lorsque j'étais dans l'État. Je suis venu à Washington D.C., et il y a eu certains votes à effectuer. Un certain nombre de ces votes, bien sûr, concernait le financement fédéral des avortements. Je n'ai pas soutenu ceci, et ce faisant, il est devenu beaucoup plus clair que c'était ma position. J'ai toujours dit, même lorsque j'étais encore au Nevada, que mes sentiments étaient opposés à l'avortement, mais j'avais une position libertarienne sur ceci. Ce n'était pas un problème majeur lorsque j'étais dans l'État du Nevada. Visiblement, c'est devenu une préoccupation majeure lorsque je suis venu à  Washington D.C,. »

 En 2007, il vote en faveur d'un amendement destiné à supprimer le financement de Planned Parenthood et d'autres associations de planning familial.

### Citoyenneté
Dean Heller fait partie des 130 Républicains qui demandent la suppression de l'acquisition de la citoyenneté américaine par naissance sur le sol des États-Unis.

### Budget fédéral
Dean Heller est partisan d'une réduction des dépenses fédérales, qui selon lui, profite à l'industrie, et d'un budget en équilibre. Il combat les augmentations d'impôts. Il est partisan d'une réforme fiscale favorable aux classes moyennes.

#### Subventions gouvernementales aux entreprises
Heller s'oppose à la Loi d'urgence de stabilisation économique (Emergency Economic Stabilization Act) de 2008, qui crée le Programme de soutien aux actifs douteux (Troubled Asset Relief Program, TARP) pour subventionner les entreprises financières. Heller indique la raison de son opposition à la loi : 

« La base de cette législation est encore imparfaite et force les contribuables du Nevada à payer pour un renflouement massif de Wall Street. Il existe des solutions à ce problème qui ne mettent pas les contribuables actuels et des générations futures en danger ou qui n'enfoncent pas notre pays plus loin dans la dette. »

 Il est le seul parlementaire du Nevada à s'opposer à cette subvention.

Heller s'oppose aussi à la Loi de financement et de restructuration de l'industrie automobile (Auto Industry Financing and Restructuring Act) de 2008, également connue sous l’appellation de Subvention automobile. Les raisons qu'il donne de son opposition à la loi sont les suivantes : 

« Un nouveau mois, une nouvelle subvention. Le Congrès demande à nouveau au peuple américain de subventionner une autre industrie dans cette dure période économique. Le congrès devrait se concentrer sur des réformes économiques réelles, qui créent des emplois, au lieu de subventionner des entreprises individuelles avec les dollars du contribuable. Ce n'est rien de plus qu'un sparadrap, qui ne règle pas les problèmes économiques beaucoup plus vastes que nous avons dans notre pays. »

### Droits LGBT
En 2007, Heller vote contre la Loi de non-discrimination à l'emploi (Employment Non-discrimination Act) qui interdit la discrimination à l'emploi basée sur l'orientation sexuelle. Heller s'oppose au mariage homosexuel, affirmant que la reconnaissance légale du mariage doit être restreinte aux couples homme-femme. Il soutient également la loi Don't ask, don't tell, qui interdit l'armée aux personnes ouvertement bisexuelles et homosexuelles.

### Éducation
Lors du vote de la Loi sur la réduction des coûts du lycée (College Cost Reduction Act, H. R. 2669), Heller vote, avec 199 autres représentants, le renvoi en Comité, puis approuve la loi lors du passage final. Pour la loi H. R. 5, destinée à amender la Loi sur l'éducation supérieure de 1965, afin de diminuer les taux d'intérêt des prêts étudiants, Dean Heller vote, le 17 janvier 2007, contre son inscription à l'ordre du jour du Congrès, avant de voter pour cette loi lors de son passage à la Chambre des représentants. Il se prononce également contre la résolution H. R. 65, inscrivant, à l'ordre du jour de la Chambre des représentants, la Loi d'aide aux lycéens (College Student Relief Act) et approuve son renvoi en Comité.

### Emploi

#### Indemnités de chômage
Heller a déclaré que les indemnités de chômage créent des vagabonds.

#### Salaire minimum
Heller vote contre l'augmentation du salaire minimum fédéral et appuie des allégements fiscaux pour les petites entreprises.

#### Syndicalisme
Dean Heller s'oppose au projet de Loi sur le libre choix de l'employé (Employee Free Choice Act). Cette législation a pour objet d'éliminer les votes à bulletins secrets dans les scrutins de création de syndicats et de soumettre les employeurs et les employés à un arbitrage obligatoire lors de la négociation de contrats syndicaux. Dans son explication de vote d'opposition à la législation proposée, Heller déclare que celle-ci provoquerait la perte de 600 000 emplois dans les deux ans qui suivraient sa promulgation : 

« Dans son fondement, cette législation mencera les emplois américains et fera du tort aux petites comme aux grandes entreprises, qui se battent déjà pour joindre les deux bouts. En fait, une étude économique récente a trouvé que, si la Loi sur le libre choix de l'employé entre en vigueur, 600 000 emplois pourraient être perdus à la fin de 2010. Notre pays et le Nevada ne peuvent pas se le permettre. Toute perte d'emploi due à la Loi sur le libre choix de l'employé serait dévastatrice pour les travailleurs du Nevada, qui, dans certaines communautés, sont confrontés à des taux de chômage atteignant 15,1 %. »

### Environnement
Dean Heller défend le droit à la propriété privée.

#### Énergie
Bien que le Nevada ne possède pas de réserves de combustibles fossiles, Dean Heller a voté en faveur du développement de l'utilisation du pétrole, du gaz naturel et du charbon domestiques. Il a voté contre la politique fiscale subventionnant le développement des énergies renouvelables. De même, il s'oppose à l'augmentation des impôts sur les sociétés pétroliètres.

### Guerre en Irak
Dean Heller soutient l'intervention américaine en Irak.

### Questions de l'Ouest
Durant son mandat à la Chambre, Dean Heller est président politique du caucus de l'Ouest. Il est élu, pour deux ans, vice-président, le 26 janvier 2011, et joue un rôle majeur dans la promotion de questions qui ont une incidence sur l'ouest des États-Unis,. Heller déclare : 

« Alors que près de 85 % du Nevada sont contrôlés par le gouvernement fédéral, les politiques et la gestion fédérales concernant les terres publiques ont un impact direct sur mes électeurs.
Il y aura beaucoup de sujets concernant les États de l'ouest durant les deux prochaines années. Que nous nous battions pour l'accès aux terres publiques ou pour l'utilisation responsable des ressources dans le but de créer des emplois, il est essentiel que les membres du Congrès restent unis et travaillent pour nos intérêts communs,. »

### Relations avec le Parti démocrate
En 2004, Dean Heller déclare, à l'occasion des élections présidentielles : 

« John Kerry change de position plus souvent qu'une prostituée du Nevada,. »

### Santé
En 2007, Heller vote contre la loi SCHIP, qui prévoit une couverture médicale pour quatre millions d'enfants. Il se prononce contre la Loi sur la protection des patients et des soins abordables (Patient Protection and Affordable Care Act, H. R. 3590 et H. R. 4872) de 2010. Il publie la déclaration suivante, expliquant son choix : 

« Aujourd'hui, le Congrès a rendu un très mauvais service au peuple américain. En préférant l'idéologie à leur circonscription, les membres du Congrès ont autorisé le gouvernement fédéral à prendre le contrôle des choix individuels en matière de soins de santé. Ceux qui ont voté pour cette mesure sont candidats à des prébendes politiques et à des offres spéciales qui ne bénéficient qu'à quelques-uns tout en engluant la majorité des Américains dans des impôts plus élevés et des coûts plus élevés de soins de santé. Pour nos enfants et nos petits-enfants, nous allons voter une dette record et une qualité de vie inférieure. A une époque où les Américains demandent des emplois, le Congrès a décidé d'offrir plus de gouvernement et moins de possibilités. »

Durant le débat qui précède l'adoption de la loi fédérale sur le système de soins, Heller mène une action afin d'ajouter deux amendements. Le premier impose la vérification de la citoyenneté afin de déterminer l'éligibilité aux mesures du système de soins financées par les contribuables. Le second impose la présence de membres du Congrès lors de l'élaboration de tout plan de système de soins par le gouvernement.
Après l'adoption de la loi, Heller met en doute la constitutionnalité de celle-ci et demande au procureur général du Nevada, Catherine Cortez Masto, de s'associer à une action judiciaire multi-États. Le 19 janvier 2011, Heller vote en faveur de l'abrogation de la loi fédérale sur le système de soins,.
Heller est le seul parlementaire à avoir soutenu, par deux fois, le projet de budget controversé de Paul Ryan, dont les critiques s'accordent à dire qu'il « mettrait fin à Medicare ». Il l'a approuvé à la Chambre des représentants et, de nouveau, au Sénat, déclarant qu'il était « fier de cela ». Dean Heller est à l'origine de la proposition de Loi sur la promotion de la mammographie mobile (H. R. 879).